# Тікоа (Вашингтон)
Тікоа (англ. Tekoa) — місто (англ. city) в США, в окрузі Вітмен штату Вашингтон. Населення — 817 осіб (2020).

## Географія
Тікоа розташована за координатами 47°13′31″ пн. ш. 117°4′26″ зх. д. / 47.22528° пн. ш. 117.07389° зх. д. (47.225316, -117.073984).  За даними Бюро перепису населення США в 2010 році місто мало площу 2,95 км², уся площа — суходіл. В 2017 році площа становила 3,18 км², уся площа — суходіл.

## Демографія
Згідно з переписом 2010 року, у місті мешкало 778 осіб у 307 домогосподарствах у складі 191 родини. Густота населення становила 263 особи/км².  Було 360 помешкань (122/км²).
Расовий склад населення:
| - 92,0 % — білих - 3,3 % — корінних американців - 0,5 % — азіатів - 0,1 % — вихідців з тихоокеанських островів - 0,1 % — чорних або афроамериканців - 2,3 % — осіб інших рас |

До двох чи більше рас належало 1,5 %. Частка іспаномовних становила 5,8 % від усіх жителів.
За віковим діапазоном населення розподілялося таким чином: 25,2 % — особи молодші 18 років, 51,8 % — особи у віці 18—64 років, 23,0 % — особи у віці 65 років та старші. Медіана віку мешканця становила 44,4 року. На 100 осіб жіночої статі у місті припадало 88,8 чоловіків;  на 100 жінок у віці від 18 років та старших — 92,1 чоловіків також старших 18 років.
Середній дохід на одне домашнє господарство  становив 50 776 доларів США (медіана — 44 205), а середній дохід на одну сім'ю — 59 145 доларів (медіана — 49 875). Медіана доходів становила 41 250 доларів для чоловіків та 46 696 доларів для жінок. За межею бідності перебувало 11,4 % осіб, у тому числі 6,5 % дітей у віці до 18 років та 9,4 % осіб у віці 65 років та старших.
Цивільне працевлаштоване населення становило 305 осіб. Основні галузі зайнятості: освіта, охорона здоров'я та соціальна допомога — 39,0 %, сільське господарство, лісництво, риболовля — 16,7 %, виробництво — 9,8 %, роздрібна торгівля — 8,9 %.